# Klinik für Psychiatrie und Psychotherapie Fürth

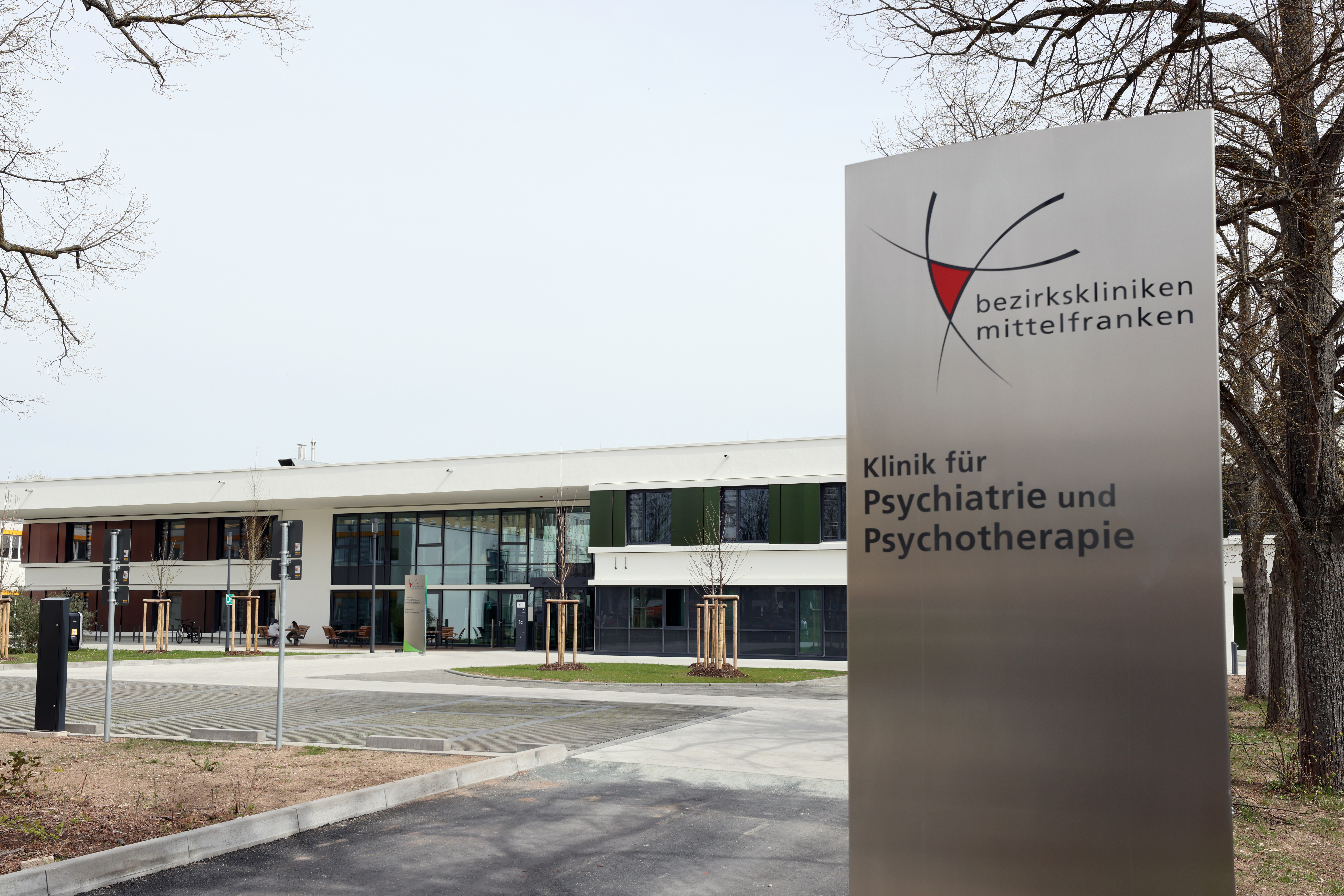
Klinik für Psychiatrie und Psychotherapie Fürth

Die Klinik für Psychiatrie und Psychotherapie Fürth ist ein Krankenhaus in der Jakob-Henle-Straße 1c in Fürth. Der Träger sind die Bezirkskliniken Mittelfranken.

## Geschichte
Die psychiatrische Versorgung der Bevölkerung der Stadt Fürth sowie der Bevölkerung aus dem Landkreis Fürth war auf die benachbarten Städte und deren Psychiatrische Kliniken verlagert (Erlangen, Nürnberg und Ansbach). Mit dem Bau der neuen Einrichtung in Fürth (Bauzeit 2019–2022) konnte die Versorgungslücke für die ortsansässige Bevölkerung geschlossen werden, so dass mit der Inbetriebnahme der Klinik am 11. Mai 2022 im Fürther Stadtgebiet 100 Behandlungsbetten angeboten werden können.

## Einrichtung
Die Einrichtung betreibt folgende Kliniken:
- Allgemeinpsychiatrie
- Gerontopsychiatrie
- Suchtmedizin

Der Ärztliche Leiter ist OA Dr. Albert Summ, die Pflegerische Leitung hat Elke Braus inne.